# Babin Potok (Serbia)
Babin Potok (cyr. Бабин Поток) – wieś w Serbii, w okręgu toplickim, w mieście Prokuplje. W 2011 roku liczyła 618 mieszkańców.